# ووچکوویتسا (لوچانی)
ووچکوویتسا (به صربی: Vučkovica) یک منطقهٔ مسکونی در صربستان است که در لوچانی واقع شده‌است. ووچکوویتسا ۱۴٫۷۸ کیلومتر مربع مساحت و ۳۲۶ نفر جمعیت دارد و ۵۶۴ متر بالاتر از سطح دریا واقع شده‌است.